# John-Dylan Haynes

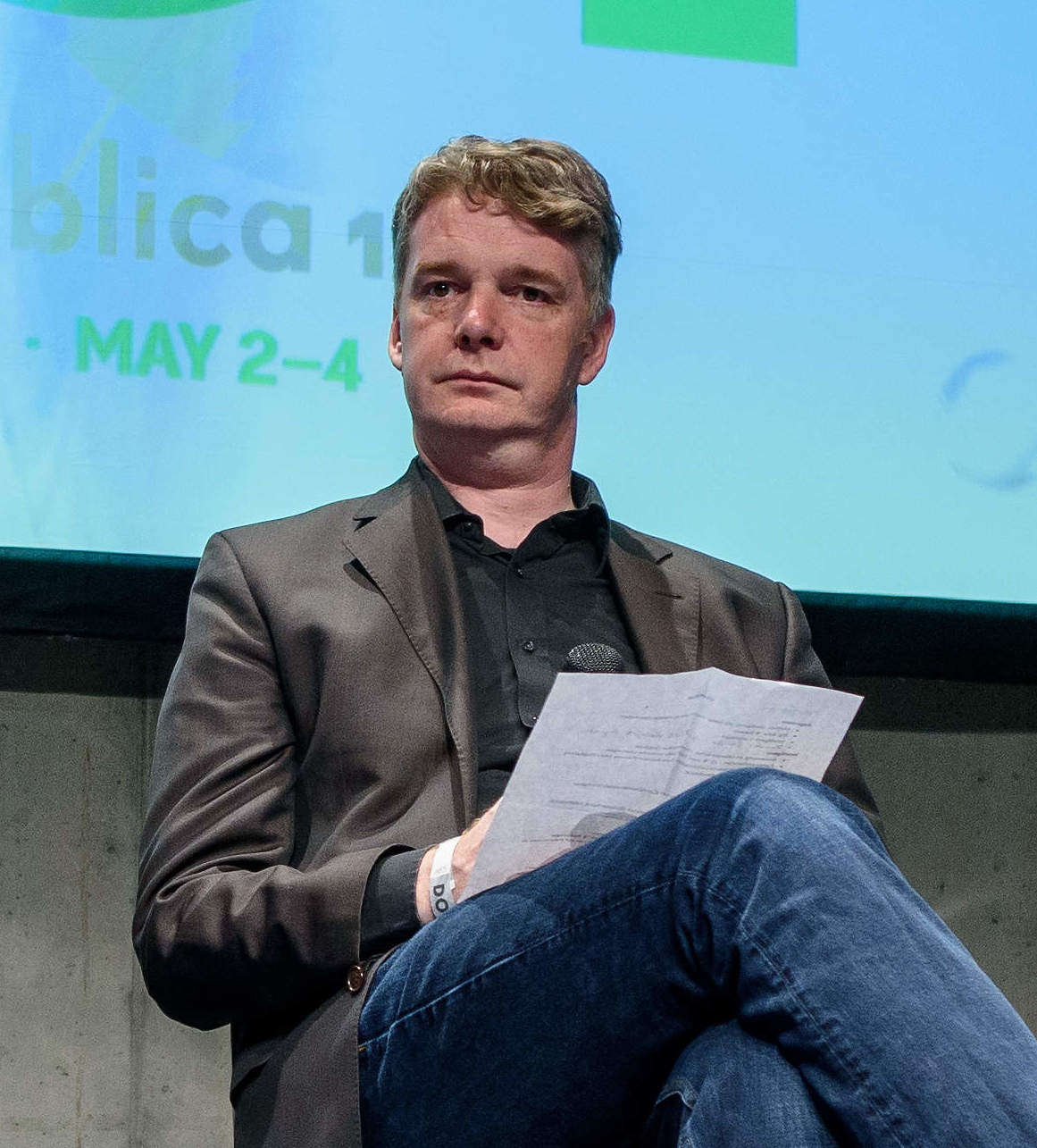
John-Dylan Haynes (2018)

John-Dylan Haynes (* 1971 in Folkestone, England) ist ein deutsch-britischer Hirnforscher.
Haynes ist der Sohn eines englischen Vaters und einer deutschen Mutter. Im Alter von sieben Jahren kam er von Folkestone nach Deutschland.
Er studierte von 1992 bis 1997 Psychologie und Philosophie an der Universität Bremen. Im Jahre 2003 wurde er am Institut für Biologie in Bremen zum Dr. rer. nat. promoviert. Nach Forschungsaufenthalten in Magdeburg, Plymouth (Plymouth Institute of Neuroscience, 2002–2003) und London (Institute of Cognitive Neuroscience und Wellcome Department of Imaging Neuroscience, University College London, 2002–2005) wurde er 2005 Leiter einer Arbeitsgruppe am Max-Planck-Institut für Kognitions- und Neurowissenschaften in Leipzig.
Seit 2006 ist er Professor für Theorie und Analyse weiträumiger Hirnsignale am Bernstein Center for Computational Neuroscience und am Berlin Center for Advanced Neuroimaging (BCAN) der Charité und der Humboldt-Universität zu Berlin.

## Forschung
Bis in die frühen 2000er Jahre war es in der Hirnforschung völlig unklar, wie bestimmte Gedanken im Gehirn entstehen. „Dabei saß die Hirnforschung auf einem wahren Informationsschatz, ohne davon zu wissen. Lange Zeit ahnte niemand, wie viele Details unserer Gedanken tatsächlich in aufgezeichneten Hirnmustern verborgen lagen.“ Haynes kam als Postdoc am Londoner Institute of Cognitive Neuroscience in Kontakt mit den Arbeiten der Hirnforscher Yukiyasu Kamitani und Frank Tong, denen es 2002 erstmals gelang, aus dem fMRT Daten über die Hirnaktivität spezifischer Bewusstseinsinhalte zu bekommen. Haynes nahm diesen Faden auf, und es gelang ihm in den folgenden Jahren verschiedene Arten von Gedanken aus den Hirnen seiner Probanden auszulesen. Als Leiter des Berliner Bernstein Center for Computational Neuroscience untersuchte er ab 2006, wie sich visuelle Wahrnehmung, bildliche Vorstellung, kurzzeitige Erinnerungen, unterschwellige Reize, romantische Gefühle, die Impulskontrolle und unbewusste Neigungen in der Hirnaktivität zeigt. Durch seine Forschungen hat er die Methode des Brain-Readings mit entwickelt. Dabei werden die Signale der funktionellen MRT mithilfe von Computeralgorithmen ausgewertet. Nach einer Trainingsphase gelingt es dem Computer mit überzufälliger Wahrscheinlichkeit, spezifische Bewusstseinsinhalte der Probanden zu erkennen.
Bereits 1979 wurde das Libet-Experiment durchgeführt und kontrovers bewertet, ob der menschlichen Entscheidungsfreiheit noch Platz bleibe. In diesem Kontext wurde Haynes einer breiten Öffentlichkeit 2013 durch seine Versuche zur Willensfreiheit bekannt. In den Experimenten sollten sich die Probanden, während sie im MRT lagen, zu einem beliebigen, frei wählbaren Zeitpunkt dazu entscheiden, einen von zwei Knöpfen zu drücken. Um den Zeitpunkt der Entscheidung messen zu können, ließ das Team von Haynes auf einem Bildschirm eine Reihe zufällig angeordneter Buchstaben ablaufen. Alle halbe Sekunde erschien ein neuer Buchstabe. Die Versuchsteilnehmer sollten sich den Buchstaben merken, den sie in dem Moment sahen, als sie ihre Entscheidung für das Drücken des rechten oder linken Knopfes fällten. Damit waren die entscheidenden Daten beisammen: die Hirnaktivitätsmuster der Entscheidung für den linken bzw. den rechten Knopf, der Zeitpunkt des bewussten Entschlusses und jener der tatsächlichen Ausführung der Handlung. Das Ergebnis des Versuches war spektakulär: „Aus den Mustern der Hirnsignale im präfrontalen und parietalen Kortex konnten wir den Ausgang der Entscheidung bis zu sieben Sekunden früher vorhersagen, als die Person selber glaubte, sich entschieden zu haben.“ Nach teilweise heftigen Kontroversen startete Haynes 2015 einen weiteren Versuch zur Willensfreiheit und untersuchte, ob die frühe Hirnaktivität die anschließende Entscheidung endgültig und unumstößlich festlegt, oder ob die Probanden noch aus dem Kausaltunnel ausbrechen können. Die Versuchspersonen saßen auf einem Stuhl und sahen entweder ein rotes oder ein grünes Licht. Gelang es ihnen, bei Grün auf einen Fußschalter zu treten, hatten sie gewonnen. War das Licht bereits wieder auf Rot gesprungen, verbuchte der Computer die Runde für sich. Der Trick von Haynes bestand darin, dass sein Computer die sich anbahnende Bewegungsentscheidung im Hirn des Probanden registrieren konnte und dann das Licht sofort auf Rot umschaltete. Gerade in dem Moment, da die Person das Pedal treten wollte, sprang also das Licht plötzlich von Grün auf Rot. Die entscheidende Frage des Experiments lautete nun: Konnten die Probanden ihre einmal begonnene Handlung noch abbrechen oder nicht? In etwa der Hälfte der Durchgänge gelang es den Probanden noch mit ihrer Handlung innezuhalten. „Das Experiment bewies, dass es aus der Kausalkette, die mit dem Bereitschaftspotenzial beginnt, einen Ausweg gibt. Zwischen Bereitschaftspotenzial und Handlung besteht kein streng kausaler Zusammenhang, da nicht immer, wenn sich ein Bereitschaftspotenzial zeigt, die entsprechende Handlung auch ausgeführt wird.“ Mit diesem Experiment konnte bewiesen werden, dass sich Entscheidungen zwar im Hirn bereits anbahnen, bevor sie bewusst erlebt werden, dass man sich aber bis zu einem ganz späten Zeitpunkt noch umentscheiden kann.

## Ausgewählte Publikationen
- J. D. Haynes, G. Rees: Predicting the orientation of invisible stimuli from activity in human primary visual cortex. In: Nature Neuroscience. Band 8, 2005, S. 686–691; doi:10.1038/nn1445.
- J. D. Haynes, G. Rees: Decoding mental states from brain activity in humans. In: Nature Reviews Neuroscience. Band 7, 2006, S. 523–534; doi:10.1038/nrn1931.
- J. D. Haynes, K. Sakai, G. Rees, S. Gilbert, C. Frith, R. E. Passingham: Reading Hidden Intentions in the Human Brain. In: Current Biology. Band 17, 2007, S. 323–328; doi:10.1016/j.cub.2006.11.072.
- C. S. Soon, M. Brass, H. J. Heinze, J. D. Haynes: Unconscious determinants of free decisions in the human brain. In: Nature Neuroscience. Band 11, 2008, S. 543–545; doi:10.1038/nn.2112.
- S. Bode, J. D. Haynes: Decoding sequential stages of task preparation in the human brain. In: NeuroImage. Band 45, 2009, S. 606–613; doi:10.1016/j.neuroimage.2008.11.031.
- A. Tusche, S. Bode, J. D. Haynes: Neural Responses to Unattended Products Predict Later Consumer Choices. In: Journal of Neuroscience. Band 30, 2010, S. 8024–8031; doi:10.1523/JNEUROSCI.0064-10.2010.
- T. Kahnt, J. Heinzle, S. Q. Park, J. D. Haynes: The neural code of reward anticipation in human orbitofrontal cortex. In: Proceedings of the National Academy of Sciences. Band 107, 2010, S. 6010–6015; doi:10.1073/pnas.0912838107.
- Y. Chen, P. Namburi, L. T. Elliott, J. Heinzle, C. S. Soon, M. W. L. Chee, J. D. Haynes: Cortical surface-based searchlight decoding. In: NeuroImage. Band 56, 2011, S. 582–592; doi:10.1016/j.neuroimage.2010.07.035.
- C. Bogler, S. Bode, J. D. Haynes: Decoding Successive Computational Stages of Saliency Processing. In: Current Biology. Band 21, 2011, S. 1667–1671; doi:10.1016/j.cub.2011.08.039.
- J. Heinzle, T. Kahnt, J. D. Haynes: Topographically specific functional connectivity between visual field maps in the human brain. In: NeuroImage. Band 56, 2011, S. 1426–1436; doi:10.1016/j.neuroimage.2011.02.077.
- C. Allefeld, J. D. Haynes: Searchlight-based multi-voxel pattern analysis of fMRI by cross-validated MANOVA. In: NeuroImage. Band 89, 2014, S. 345–357; doi:10.1016/j.neuroimage.2013.11.043.
- S. Haufe, F. Meinecke, K. Görgen, S. Dähne, J. D. Haynes, B. Blankertz, F. Bießmann: On the interpretation of weight vectors of linear models in multivariate neuroimaging. In: NeuroImage. Band 87, 2014, S. 96–110; doi:10.1016/j.neuroimage.2013.10.067.
- J. D. Haynes: A Primer on Pattern-Based Approaches to fMRI: Principles, Pitfalls, and Perspectives. In: Neuron. Band 87, 2015, S. 257–270; doi:10.1016/j.neuron.2015.05.025.
- M. N. Hebart, K. Görgen, J. D. Haynes: The Decoding Toolbox (TDT): a versatile software package for multivariate analyses of functional imaging data. In: Frontiers in Neuroinformatics. 8, 2015; doi:10.3389/fninf.2014.00088.
- J. Soch, J. D. Haynes, C. Allefeld: How to avoid mismodelling in GLM-based fMRI data analysis: cross-validated Bayesian model selection. In: NeuroImage. Band 141, 2016, S. 469–489; doi:10.1016/j.neuroimage.2016.07.047.
- M. Schultze-Kraft, D. Birman, M. Rusconi, C. Allefeld, K. Görgen, S. Dähne, B. Blankertz, J. D. Haynes: The point of no return in vetoing self-initiated movements. In: Proceedings of the National Academy of Sciences. Band 113, 2016, S. 1080–1085; doi:10.1073/pnas.1513569112.
- Thomas B. Christophel, P. Christiaan Klink, Bernhard Spitzer, Pieter R. Roelfsema, John-Dylan Haynes: The Distributed Nature of Working Memory, Trends in Cognitive Sciences, Volume 21, Issue 2, 2017, Pages 111-124, https://doi.org/10.1016/j.tics.2016.12.007.
- T. B. Christophel, P. Iamshchinina, C. Yan, C. Allefeld, J. D. Haynes: Cortical specialization for attended versus unattended working memory. In: Nature Neuroscience. Band 21, 2018, S. 494; doi:10.1038/s41593-018-0094-4.
- K. Görgen, M. N. Hebart, C. Allefeld, J. D. Haynes: The same analysis approach: Practical protection against the pitfalls of novel neuroimaging analysis methods. In: NeuroImage. Band 180, 2018, S. 19–30; doi:10.1016/j.neuroimage.2017.12.083.
- John-Dylan Haynes, Matthias Eckoldt: Fenster ins Gehirn. Wie unsere Gedanken entstehen und wie sie gelesen werden können. Ullstein Verlag, Berlin 2021, ISBN 978-3-550-20003-8.
- Matthias Eckoldt: Kann sich das Bewusstsein bewusst sein? Gespräche mit Dirk Baecker, Markus Gabriel, John-Dylan Haynes, Philipp Hübl, Natalie Knapp, Christof Koch, Georg Kreutzberg, Klaus Mainzer, Muhô Nölke, Michael Pauen, Johannes Wagemann und Harald Walach. Carl-Auer Verlag, Heidelberg 2017